# Sebastian Zietz
Sebastian Zietz est un surfeur professionnel américain né le 6 février 1988 à Fort Pierce, en Floride. Il rejoint l'élite mondiale du surf, le Championship Tour, en 2013.

## Biographie
Sebastian Zietz est né à Fort Pierce en Floride mais très vite ses parents déménagent à Kauai, sur l'archipel d'Hawaï, où il découvre la culture liée au surf. Il commence à participe au circuit Qualifying Series en 2008 alors qu'il a 19 ans.
En 2012, il se qualifie pour le Reef Hawaiian Pro à Haleiwa, sur le North Shore d'Oahu. Il s'impose en finale devant John John Florence, alors déjà considéré comme le plus grand espoir du surf hawaïen, et décroche ainsi sa place sur le circuit Championship Tour en 2013. Sa troisième place à la Vans World Cup of Surfing dans la foulée lui permet de remporter la prestigieuse Triple Crown of Surfing.
En 2016, il ne parvient pas à se qualifier pour le Championship Tour, mais participe aux premières étapes en Australie en bénéficiant des places libérées par d'autres athlètes blessés. Son surf étonne par rapport à l'année précédente lorsqu'il se montre particulièrement incisif lors des étapes de Gold Coast et de Bells Beach. Il s'impose enfin à Margaret River en remportant le Drug Aware Pro face à l'Australien Julian Wilson. Il remporte ainsi sa première victoire sur le circuit d'élite, sans en faire partie intégrante. Au terme des trois premières étapes du championnat, il est déjà en position favorable pour se requalifier directement pour la saison prochaine.

## Palmarès et résultats

### Saison par saison
- 2010 :
  - 3e du Maresia Ceara Surf International à Paracuru (Brésil)

- 2012 :
  - 3e du Relentless Boardmasters en Cornouailles (Angleterre)
  - 1er du Reef Hawaiian Pro à Haleiwa sur le North Shore d'Oahu (Hawaï)
  - 3e de la Vans World Cup of Surfing sur le North Shore d'Oahu (Hawaï)
  - 1er de la Triple Crown of Surfing sur le North Shore d'Oahu (Hawaï).

- 2014 :
  - 3e de la Vans World Cup of Surfing sur le North Shore d'Oahu (Hawaï)

- 2015 :
  - 4e du Volcom Pipe Pro à Banzai Pipeline sur le North Shore d'Oahu (Hawaï)
  - 3e du SATA Azores Pro à São Miguel (Açores)[2]

- 2016 :
  - 1er du Drug Aware Margaret River Pro à Margaret River (Australie)

### Classements
| Année             | 2013 | 2014 | 2015 |
| ----------------- | ---- | ---- | ---- |
| Championship Tour | 16e  | 20e  | 26e  |